# Luton (Kent)
Luton – osada w Anglii, w Kent, w dystrykcie (unitary authority) Medway. Leży 1,8 km od centrum miasta Chatham, 10,6 km od miasta Maidstone i 46,6 km od Londynu. W 2001 miejscowość liczyła 7591 mieszkańców.